# 陳振聰
陳振聰（受洗前英文名為Tony，1959年12月23日—），香港商人，2007年4月，陳振聰聲稱自己是香港華懋集團已故董事局主席龔如心千億遺產的唯一受益人，更自稱是龔的情夫。惟在2010年2月2日高等法院的判決中陳振聰被宣佈敗訴，更被指偽造遺囑。2013年7月4日，陳振聰涉嫌偽造及行使虛假文書，在高等法院被判罪成，判刑12年，2021年出獄。

## 家庭背景
陳振聰已婚，妻子為譚妙清，育有三名子女。陳振聰是香港中文大學聯合書院中文系首任系主任兼國學家陳湛銓的侄孫。其父親陳汝楠（Chan Yu Nam, Patrick）及二叔陳汝泰均從事教育；父親陳汝楠是新會人，曾任教旺角聖公會諸聖中學。陳振聰於1994年用超過4,000萬港元購入香港島半山區寶雲道楠樺居大宅作為居所。

## 年表
- 生於1959年12月23日（己亥年丙子月己卯日）乙亥時。
- 1977年，在香港利瑪竇書院（高街）中五畢業。
- 1977年－1988年，曾任職酒保、侍應、市場調查員及從事售賣電子零件生意。
- 1986年2月至6月間，陳振聰冒充醫生，四出申請共4張信用卡後，消費9.2萬港元。惟他在第五度欲申請信用卡之際，銀行核實資產，揭發他「扮醫生」而不獲批。其後他在西區裁判署承認以欺騙手段、意圖以欺騙手段取得財產和服務等共10罪，罰款2萬港元。[11]
- 1989年初往北京旅遊時，認識當時做導遊的譚妙清，兩人感情發展迅速。
- 1990年8月，他搬到譚妙清在九龍藍田的公屋同居。同年在尖沙嘴開設「振業興隆堂」開班教授風水。口授自稱曾經擁有的方術書籍《天圖佈局》內容（自稱是父親在1989年留下的）。
- 1992年3月9日，與譚妙清結婚，當時無家人出席，因為父親患病，兄弟姊妹要上班。
- 1992年，婚後三天，陳在友人介紹下認識龔如心。陳自稱一星期後陳龔二人迅即展開「浪漫與性的關係」。
- 1992年，婚後誕下大子，英文名「Wealthee」。
- 1994年，陳振聰供詞指，陳妻譚妙清懷著女兒「Xenia」時[12]，陳刻意安排女兒在龔如心生日（9月29日）出世，希望能令龔開心。
- 2007年，陳振聰擲逾15億港元，在杜拜向法國空中巴士廠購買最新型號的豪華版A350，成為全球首名以個人身分購下該飛機的人士[13]　。陳振聰本身已擁有一架價值2.8億港元的灣流航太私人飛機。[14]
- 2010年2月2日，龔如心千億爭產案揭盅，高等法院裁定，陳振聰所持的2006年遺囑的簽名是偽造的，判陳振聰敗訴。陳決定提出上訴。
- 2010年2月3日，香港警務處商業罪案調查科拘捕陳振聰，指陳振聰涉嫌偽造2006年遺囑，帶返灣仔香港警察總部進行刑事調查。[15]
- 2010年2月11日，陳振聰入稟高等法院，控告警方檢取其法律保密文件，並要求禁止警方打開有關文件。[16]
- 2010年4月16日，高等法院裁定，陳振聰需向華懋慈善基金賠償逾億元訟費。 法官更引案例指出，偽造遺囑屬冷血行為，陳振聰膽敢以假亂真，大話連篇掩飾風水師身分，連何時與龔如心變成親密情人也胡扯一通，故必須判他支付最重的彌償性訟費。 [17]
- 2010年4月23日，稅務局入稟區域法院，向陳振聰追收過去6年逾3.4億港元的稅款。[18]
- 2010年9月10日，陳涉偽造遺囑的刑事案，警方正將2006年遺囑送往化驗，惟陳振聰稱為獲得公平調查，要求派化驗專家「監場」，甚至與警方一同化驗。律政司代表指從未聽過刑事案疑犯參與查案，明年將審理爭產上訴的副庭長羅傑志亦指想法荒謬，拒絕申請。[19]
- 2011年2月14日，高等法院上訴法庭三位法官昨一致裁定陳振聰敗訴，斥陳振聰一直不誠實地展開這宗爭產官司，是濫用法庭程序，下令他須支付懲罰性堂費。法官重申原審法官林文瀚裁定陳振聰持有的2006年遺囑上，龔如心及見證人王永祥簽名屬虛假的定斷是正確的，而陳持有的2006年遺囑是偽造。[20][21]
- 2011年3月9日，陳親自撰寫致全體立法會議員公開信，質疑警方隱瞞證據，令上訴裁決不公道，要求議員協助促請警方公開其持有的2006年遺囑鑑證結果。陳在信中表示，若警方有證據證明其持有的2006年遺囑屬偽造，他早已被捕。惟有法律界人士指出，基於刑事調查需要保密，警方在未提出檢控及上庭前，不會向疑犯披露調查或鑑證結果。[22][23]
- 2011年4月6日，高等法院上訴法庭駁回陳振聰就龔如心遺產案的上訴申請，裁決理由是，陳振聰手持的龔如心2006年「遺囑」只是「遺囑」的一部份，而非遺產的全部，上訴人不會取得遺產的全部，亦不是唯一繼承人。但陳振聰表明會直接向終審法院提出上訴。[24]
- 2011年5月25日，陳被稅局追收利得稅和物業稅逾3.4億港元。陳稱稅局把通知書寄往律師行舊址，沒有寄給他的稅務代表，令他不能夠在一個月限期內提出反對，要求法院司法覆核。但政府的代表律師指陳有責任主動通知稅局更改地址。[25]
- 2011年5月26日，多次炮轟警方調查緩慢的陳振聰，終被商業罪案調查科正式落案起訴兩項偽造遺囑及使用虛假文件罪。首項偽造罪指他於2002年7月28日至2007年11月16日期間某日，在香港製造一份日期為2006年10月16日的龔如心遺囑，卻訛稱由他人製造，意圖對他人不利。另一項使用虛假文書控罪則指陳於2007年11月16日，明知該張龔如心的遺囑屬虛假文書，仍使用它以作出對其他人不利的行為。[26]
- 2011年6月1日，陳在稅局拒絕延期提出反對徵收欠稅案中獲勝。主審法官認為，稅局單憑律師行的簽收印章，便斷定陳已收妥通知書是不合理，乃下令撤銷稅局不許陳延期提出反對徵稅的命令，兼得九成訟費。[27]
- 2011年6月30日，陳就被罰的訴訟費上訴案中被判敗訴，陳振聰將需要向華懋慈善基金繳交超過1億4千萬元訟費。華懋慈善基金要陳振聰就爭產案找付1.4億港元訟費，陳振聰反指基金官司費用來源不明，似有非法包攬訴訟之嫌，但聆案官認為其指控毫無理據，拒絕讓他查看基金帳目。[28][29]
- 2011年7月6日，陳振聰懸紅1,000萬美金追緝千億遺產案的「真相」，呼籲知情人士提供資料，例如內幕消息、證據同埋龔如心指紋樣本或親筆簽名，證明遺產案的真相。[30]
- 2011年8月4日，陳振聰對華懋基金近千個的帳單項目逐一提出質疑，聆案官羅雪梅昨指陳振聰反對基金每項帳目的做法甚為罕有，但同意將訟費評定預留25天聆訊時間，相信長達25天的「訟費評定」為本港司法史上最長。[31]
- 2011年10月24日，陳振聰向終審法院申請上訴許可，但終審法院不認同陳振聰一方聲稱的新證據，即2002年遺囑見證人王永祥證供不可信，認為王永祥證供可靠。另外，陳又指案件涉及的金額超過100萬港元，有「當然權利」上訴至終院，但終院也認為這個理據不適合。終審法院同日拒絕上訴申請，為這宗糾纏多年的爭產案畫上句號。[32]
- 2011年10月31日，陳振聰接受商业电台節目《左右大局》訪問，“承認”自己有“道德缺失”，“不能說自己是好人”，但又謂自己敗訴是敗於道德壓力，指審訊對其不公平，認為是道德審判淩駕於公平審訊。大批市民致電節目狠批陳振聰，譴責他貪圖龔如心的遺產，斥責陳振聰花言巧語、不知廉恥。[33]
- 2011年12月4日，龔如心臨時遺產管理人，以華懋旗下公司名義入稟高院，指陳利用風水師身份和與龔如心的親密關係佔便宜，趁龔如心癌病惡化期間向她施加不當影響，濫收她三筆各6.88億港元（合共20.64億港元）的巨額風水治病服務費，並轉帳給由他本人控制的公司。管理人要求高院撤銷該三次轉帳交易，並要求陳振聰交代有關款項去向，並歸還款項以及從中獲取的所有利益。[34]
- 2011年12月25日，龔如心臨時遺產管理人成功申請臨時強制令，禁止陳振聰動用名下一切資產，陳振聰要在兩星期內提交資產清單。[35]
- 2011年12月30日，香港電台公布今年市民票選的「風雲人物」，陳振聰「眾望所歸」成為本年度「風雲火羅人」首位。[36]
- 2011年12月31日，陳振聰以擔心披露資產會對他正面對的多宗刑事和民事訴訟造成不利影響，昨要求法庭給他廿一日寬限期；法官不接納陳的理據，但仍給予寬限，下令他最遲2012年1月13日作出披露。[37]
- 2012年2月8日，陳振聰稱因欲出售物業支付訟費，希望法庭解除早前頒下凍結及披露資產的強制令，但遺產管理人認為有關物業由一間公司持有，賣出後的收入不一定屬於陳振聰。高院最終拒絕陳振聰申請。[38]
- 2012年2月20日，華懋慈善基金已向高院申請臨時禁制令，要求凍結陳振聰名下一億四千一百萬元資產，案件本周五進行非正式審訊強制令。假若華懋慈善基金再贏，連同去年底龔如心臨時遺產管理人的1億3,000萬港元凍結令，陳振聰名下共2億7,100萬港元資產，將被禁止動用。[39]
- 2012年2月22日，陳振聰被龔如心遺產管理人追討三筆合共超過20億港元的風水費案件，今日在高等法院提訊。原訴兩公司認為就算是支付風水費用，都不會如此龐大的款項，乃要求法庭頒令撤銷上述三宗風水交易，下令陳振聰須全數歸還巨款。[40]
- 2012年2月28日，陳振聰解除凍結令的申請早前遭法庭拒絕，法官昨於判詞中頒下五大理由，狠批陳振聰為人不可信，直指他缺乏商業道德，並引述傳媒報道指，陳不再相信司法制度，對他能否遵從法庭判令存疑，恐他會將資產消耗而「走數」。[41]
- 2012年3月1日，陳振聰早前被法庭下令披露所有超過10萬港元資產，兩項命令限期分別在1周期前及昨天屆滿，陳今早再申請延期時被法官拒絕。[42]
- 2012年3月8日，稅務局追討陳振聰逾3億港元稅款，上訴庭裁定稅局得直，陳振聰要付逾3億港元稅款，兼付堂費。[43]
- 2012年3月16日，法庭去年要求陳振聰披露名下逾10萬港元的所有資產，兩度申請押後獲批後，至本月初陳振聰一直無履行指令。龔如心遺產管理人入稟高院要求判罰陳違反法庭指令。[44]
- 2012年3月21日，陳振聰拒付華懋250萬港元訟費 ，指控基金涉及「包攬訴訟」及「誇大訟費」，但署理司法常務官指斥陳必須持有足夠表面證據才能作出上述指控，不能單憑揣測，否則將「濫用司法程序」。[45]
- 2012年3月26日，陳振聰被控偽造遺囑及使用虛假文書案件，在東區裁判法院提堂時向法庭申請永久終止聆訊，指涉案遺囑在控方進行檢驗後已「變形」，有關的檢驗又不准許辯方專家在場「監驗」，對陳振聰一方並不公平。裁判官要求陳振聰3周內提交理據及書面申請予法庭和控方 。[46][47]
- 2012年5月8日，陳振聰終向法庭披露他已將資產消耗至約7億3,300萬港元，當中最值錢的是估計值5億港元的寶雲道楠樺居原址地皮，陳在香港沒有其他現金。[48] 陳振聰昨回應電話查詢時稱，「我真係好窮，我整副身家就只剩下七億幾。」[49] 因他正遭華懋慈善基金、龔如心遺產管理人和稅務局追討訟費、「風水費」及欠稅合共逾27億港元，若他所言屬實，他將隨時因無力付款而破產。[50]
- 2012年5月26日，陳振聰被控偽造及行使假遺囑，在初級偵訊欲以遺囑嚴重受損為由，反對遺囑呈堂，陳振聰的18歲兒子陳酉樺（Wealthee）和「私生女」倫培珍首露面到庭撐父[51]。但裁判官昨不接納陳的說法，裁定涉案遺囑可交付高院作呈堂證物。案件押後至下周二再訊。[52]
- 2012年6月1日，陳振聰被控偽造及行使假遺囑，經過9天初級偵訊，裁判官認為表面證供成立，下令將案件交付高院由陪審團審理。[53]
- 2012年11月20日，終審法院三名法官一致裁定，否決陳振聰要求延遲交稅的終極上訴許可申請，陳將須要盡快繳交欠稅。[54]
- 2013年3月8日，陳振聰自稱改信基督教並受浸成基督徒，英文名由Tony改做Peter。他在接受《商業電台》節目《1圈圈》訪問時稱以往自己信風水是受魔鬼引誘，指上帝用爭產案要他遇到佢。他說他之前幫人睇風水，「只是依據一本書去做」，堅持在信教前無宗教信仰。[55][56][57]
- 2013年3月29日，陳振聰遭稅務局追討約3.4億港元物業稅及8%年息，案件昨在區院聆訊。陳堅稱龔如心生前曾給予陳振聰3筆約6.8億港元款項是餽贈（gift）而非看風水收入，拒絕清繳有關稅款。但稅局一方即反駁指出，根據稅務條例，無論納稅人是否對稅額有反對，均應先交稅。[58]
- 2013年4月15日，陳振聰被稅局追討約3.4億港元物業稅及利得稅，區域法院判陳振聰敗訴。區域法院法官潘兆童指出，納稅人若對評稅結果有異議，須在30日內提出反對，但陳聰振在過期後沒有提出，而過期的爭議已經在高等法院及上訴庭處理，法官認為陳振聰已經無任何理據支持他指有關款項是「餽贈」的說法，判陳振聰敗訴。[59]

- 2013年5月24日，陳振聰被控偽造及行使虛假遺囑案在高院正式開審。在開案陳詞時，控方披露涉案遺囑上所寫日期，即2006年10月16日，乃龔如心首次到養和醫院為癌症求診的一天，龔當日簽署了一份「不完整遺囑」示意將逾一千萬元送予陳振聰，可能是龔給陳的風水服務費用。該遺囑後來落入陳手上，成為陳偽造涉案遺囑的藍本，遺囑上的三個簽名（龔如心及見證人吳崇武和王永祥）均是被人冒簽。[60]

- 2013年7月4日，陳振聰被控偽造遺囑及行使虛假文書兩項罪名，陪審團經過2日商議後，分別以 6:2 及 7:1 裁定罪成，並於同月5日被判處監禁12年，兼付200多萬港元訟費。高等法院法官麥機智斥責他無恥、邪惡、極度貪婪，利用龔如心的寂寞、哀傷和信任犯案。[61][62][63]

- 2021年7月3日：陳振聰刑滿出獄。

## 虛假的專業身份
- 1986年2月至6月間，陳振聰冒充医生，四出申請共4張信用卡後，消費9.2萬元。惟他在第五度欲申請信用卡之際，銀行核實資產，揭發他「扮醫生」而不獲批。其後他在西區裁判署承認以欺騙手段、意圖以欺騙手段取得財產和服務等共10罪，罰款2萬。[64]
- 龔仁心説，龔如心介紹他予龔仁心認識時，自稱是兒科醫生。龔仁心本身就是一個執業醫生。[65]
- 王天一當天也供稱，龔如心介紹陳振聰時，也稱他是旅居加拿大的華人醫生，並自稱是知名革命先烈陳少游的後代。[來源請求]
- 梁錦濠在庭上說，陳振聰曾透露自己由加拿大留學回港，曾在多倫多唸醫科，由於醫學修為不深，曾經醫死人，所以沒有取得醫學學位。[66]
- 陳振聰的堂弟陳振雄說，陳振聰年輕時為了達成從醫的心願，要向親友借錢數十萬元成就理想，但其後行醫不足一年便辭職轉投商界，未幾便能夠全數償還欠款，令親友嘖嘖稱奇。[67]
- 1992年結婚時，陳振聰在結婚證書中的職業填寫貿易商人。駱應淦將他的結婚證書呈堂，質疑當時他的貿易公司已結束，為何仍要虛報職業，聲稱自己是貿易商人。陳振聰回答說，雖然公司已結業3至4年，但一直以為自己仍是貿易商人。駱聞言後詫異說：「要填的不是你想做什麼，而是你事實上在做什麼。」陳只得無奈承認或許是填錯了。[68]
- 2009年，律師駱應淦呈交一份陳振聰於2008年參與美國喬治城大學（Georgetown University）訪京代表團的行程資料。文件上填報陳振聰持有加拿大大學生物工程學士學位、是喬治城校長的高級顧問、一直從事生物無線射頻技術，並支持國家推動航空及文教事業，獲國家民航總局發出的駕駛飛機牌照。[69]
- 陳振聰在回答律師駱應淦的質問時，始否認自己曾經留學加國，表示從不知自己是「校長的高級顧問」。[70]

## 與中央政府的關係
- 陳振聰向梁錦濠自稱認識中國國務院前副總理田紀雲，可助賄選入獄的梁錦濠申請保釋。 [71]
- 王天一供稱，龔如心介紹陳振聰時，自稱是知名革命先烈陳少游的後代。
- 陳振聰指自己雖未看過2002年的遺囑，但龔曾向他提及，根本無意執行「2002年遺囑」，因立該遺囑目的，只用以獲取中央政府支持，讓內地司法部門介入她與家翁王廷歆的官司。駱應淦指出，陳振聰的說法不但指出龔如心在妨礙司法公正，而且是對中央政府及特區司法獨立的侮辱。[72]
- 陳振聰發表題為「給父母官的一封信」的公開信，聲言有一名立法會議員說中央政府有份參與2002年的遺囑，陳現在等同與中國政府爭產，是與中國政府對抗。惟陳沒有指出該名立法會議員是誰，曾跟陳振聰會晤的立法會議員亦否認曾經說過這些話。[73][74]

## 天圖佈局
「天圖佈局」是陳自稱擁有由父親遺留下的方術佈局書籍，除了陳之外從來未有其他人看過，坊間亦無其他版本或類似之風水佈陣書籍，而且唯一的原來典籍已被燒掉。其部分內容在案件審訊中公開，簡要如下。
- 自稱是父親在1989年留下的。
- 語言為文言文。
- 內容有80（多張圖）方術佈局。陳振聰只懂第一張圖。
- 沒有尋龍點穴的風水內容。
- 沒有設壇供案擺設，劃符方法，咒語內容。
- 無承襲資料。
- 由陳口語傳授，學員以現代語言抄錄，如靈氣、恩賜、效果、記憶、環境、意志、紙幣、紅玫瑰花瓣、感覺、較大的紅蘿蔔、縱分為3份、雕刻刀、籃玻璃珠、膠水或萬能膠。
- 內容曾經陳振聰開班教授（口授筆錄）而外傳。
- 他所教授的《天圖佈局》，陳振聰在作供時說原來典籍已被龔如心燒掉[76]。
- 余若愚作為陳振聰的風水證人，他承認不認識法科風水和道法。他看過《天圖佈局》，感到是……邪術。而燒衣紙是迷信，燒銀紙更是迷信。[77]

## 風水知識
- 在法庭上陳振聰自稱不懂風水，卻在1990年代開設風水學校，每月收取200元學費，招收學生，講授《天圖佈局》，不過有時會在課堂吃公仔麵而沒有講書。[78]
- 帶領風水班學員到八鄉骨灰龕，手拿傳統八卦，頸卦電子羅庚。陳振聰自稱因為不懂用羅庚，所以手持電子羅庚，在人前顯得更專業。[79]
- 自稱羅庚知識需要由學員糾正。[80]
- 陳振聰強調，自己進行風水儀式時，從不燒鈔票，但偏教梁錦濠每天燒1000元港幣。[81] 梁錦濠當年官非在身，陳振聰著梁每晚燒15張1000元鈔票擋災，如照辦便要燒掉500萬元，梁嫌「重皮」，提議改燒15張100元鈔票，陳表同意。梁稱當時「全心全意」信陳，最終燒了約50萬元，但之後仍被判監，陳竟向梁說：「點解你輸單官司？因為你無燒一千蚊紙。」[82]
- 陳振聰當年曾往監獄探望梁錦濠，要梁在一疊白紙上簽名，但當梁簽了名後，被懲教署人員發現，將該疊白紙沒收了。梁錦濠說：「佢（陳振聰）話轉嘢畀佢、幫我作福、幫我搞保釋，當時我個頭都嗡嗡嗡啦！邊會理咁多！」當年見證簽白紙一幕的懲教署職員出庭作供，證實曾有探監人士拿出一疊白紙讓梁簽名，他發現該探監人士欲取走白紙時便將之沒收。[83]
- 1992年，與龔乘船到西貢某廟宇拜神，即場焚燒一些10元鈔票。
- 自稱想和龔如心做生意，可助增加運氣。不想龔如心不開心。
- 龔仁心在作供時，說陳振聰自稱是個風水師。
- 陳振聰25日稱，從龔如心口中得知，龔仁心指陳振聰僧老少閑（後生又遊手好閒）。當時他回應：「我都不算，我都算是風水師。」[84]
- 2007年3月31日，龔中心在養和醫院首次見到陳振聰。當時龔中心和陳振聰分別坐在龔如心兩旁，按摩龔如心的手、頭，兩人傾談約15至20分鐘，龔中心向陳振聰透露，姐姐曾說他有special power（特殊能力），可以跟佛祖說話，龔中心請他為姐姐做點事，給她energy（能量）；陳振聰當時承認有special power及能跟佛祖說話，並已為龔如心做事，但不想其他人知道。[85]
- 龔因心指，她最後一次與陳振聰見面是在2007年4月龔如心逝世後，地點是麥至理的律師樓，她憶述陳振聰會面期間以普通話直認曾向龔如心撒謊：「我話曾經同佛祖傾過，保證她（龔如心）可以多活二十年，直到九十歲。」惟陳表示該次「是唯一一次向龔如心撒謊」。[86]
- 華懋集團工程的承建商王良煥供稱，自1990年代初至2006年間，曾按照陳振聰的指示，在華懋旗下30至40個地盤內，共挖掘80個風水洞；每次掘洞，陳振聰都會要求“掘得愈深愈好”，聲稱“吸氣”愈多對龔如心有好處，其中在鴨脷洲海灣工貿中心的大型風水洞更深達9米，旁邊通道更擺放了王德輝的物品。王良煥更指龔如心相信丈夫王德輝尚在人間，一定要找他回來。 [87]

- 王天一的供詞又提及，華懋集團1993年投資內地時，他與陳振聰俱有份參與，陳在項目定案後即要求在投資工廠覓一地點挖深井，放入選定之物品，陳親自督導做法事祈求事業成功，結果有關投資確實興隆發達，但王認為只是適逢內地發展良好及找對企業領導所致，「成功是必然的，而法術者為巧合」。[88]
- 宏霸數碼董事局主席朱偉民在庭上表示，陳振聰的地產公司曾推出「買樓免費睇風水」作招徠，但並非由陳振聰睇風水。朱偉民說，陳振聰懂得觀人面色，預測未來運程，但並非風水師。朱偉民作供表示，從無同陳振聰討論風水，但華懋律師在庭上讀出陳振聰的筆記，寫有朱偉民的八字。朱偉民說他忘記在甚麼情況下將八字及出生日期給予陳。[89][90] 朱偉民說，陳振聰是一個「好人」。[91] 朱偉民在他的卡片上寫有朱偉民博士，表示自己擁有博士學位。[92]
- 陳振聰在終極敗訴後接受電臺訪問，曾為龔如心種生基、在爭產案中作供的風水師俞志麟，特別致電罵陳實在太貪，更披露05年龔如心曾問他很多有關陳振聰的事，包括陳所種的生基是否可改運，俞當時直指「全部係呃人」。陳昨重申自己無撒謊，亦不懂「種生基」，只曾按父親留下的《天圖佈局》與龔嘗試挖洞，是兩人的玩意。[93]

## 與龔如心的關係
陳振聰自稱與龔如心在認識一星期後迅即展開「浪漫與性的關係」，並指龔主動追求他。 但過去十五年沒有其他人知道他們之間是否發生過親密關係，就連陳振聰的妻子也不知情，只能說她「懷疑」陳振聰與龔如心的關係。 龔如心本人在逝世前也無提到她與陳振聰的戀情，僅向人說陳振聰是一名風水師及醫生。 陳振聰為了証明他的確與龔如心有染，他將一些龔的私人照片及物件公開，並將一些陳不應保存的錄音帶和錄影帶提交法庭。 以下是其他人對他們關係的看法：
- 龔因心稱：「陳振聰服侍我姐姐，有如古時太監服侍皇帝、皇太后及皇后般，太監往往在人面前唯唯諾諾，用他們讚美的說話來拍皇帝及皇太后馬屁，以博取皇太后、皇帝歡心。」龔因心形容龔如心生前與陳振聰的關係，只是「皇太后與太監」，陳振聰絕對無可能替代胞姊心目中夫婿王德輝的地位。
- 龔仁心離開法庭時，記者問他對陳振聰看法時，他即連珠炮發：「其實他已經很沒面子了！被人說是太監了，男人最痛嘛！閹o左o架嘛！這種人還有甚麼尊嚴可言呢？我說他是面首！」龔續說：「我覺得最重要是香港依家最重視人權，但人死後有沒有人權呢？私隱要保護呀，有人想用下流手段侵犯死人的私隱，去侵奪公眾利益，但那個人已經沒有機會辯白啦！」記者問他若龔如心知道會怎樣？他稱：「如果她知道，一定從棺材裏彈出來！」[97]
- 龔中心憶述，王德輝失蹤後，姐姐非常焦急要尋找他，是她脆弱的時候，當很多人對姐姐說不會找到姐夫時，就有人對姐姐說王德輝一定在世；姐姐生病時，陳振聰便出現；後來醫生說姐姐的癌症復發時，陳振聰再次出現，令她的治療出現困難；當姐姐的病情惡化，陳振聰又說會為她做事，令她生命延長20年，令姐姐覺得找到一根救命稻草。[85]
- 龔中心說，在姐姐病逝翌日，他們三姐弟跟陳振聰會面，應她要求講普通話的陳振聰，講話時表現眉飛色舞，沒有悲傷。[85]
- 王天一的證供披露，他在龔陳交往期間，體會到陳振聰之用心對龔如心的心理產生很大影響。王舉例指，首先是陳告訴龔其夫王德輝未死及靠他幫忙可令王德輝歸來，加深了龔如心對陳的依賴；另外，華懋集團於內地開設的食品廠發展良好，龔如心深信是因陳施法所致。王的供詞又披露，王從龔如心口中獲悉，陳振聰曾告誡龔指她與親戚的八字不合，命格相沖及不宜合作，王形容陳「頗有古時弄臣孤立皇帝的伎倆」，故此王天一特別提醒龔如心的弟妹要小心陳振聰此人。 [98]
- 對於「龔陳戀」一事，華懋的資深大律師張健利說，華懋沒有這方面證據，但照九十年代的錄影帶及錄音帶顯示，那時他們似乎關係甚親密，但觀乎2005-2007年情況，華懋並不接受龔如心臨終前數年仍和陳有戀情。[96]
- 陳振聰在法庭大爆與小甜甜的情慾往事，令龔中心氣憤和痛心，她說到法庭作供期間令她情緒低落，因為她見到人性最醜惡的一面，「如果他真想維護她（龔如心）的榮譽，他怎會把這麼私人的事情都拿出來？就是為了拿到那筆錢！如果他還有一點情，不要再搞下去了，就算為了他自己。」被問到是否相信陳與小甜甜有性愛關係，龔中心稱她認為陳龔之間並無真愛：「I don't think there is any true love at all。」[99]
- 對於陳振聰被律師指是龔如心的玩偶，陳反稱此說法是侮辱龔如心，龔仁心即扯火痛斥陳：「你每句話都侮辱緊我家姐。」他又指：「佢根本一開口就侮辱我家姐，佢講得好有情有義！其實我覺得中國人所有道德觀念畀佢破壞晒！」[99]
- 法官林文瀚在判詞中指出，陳振聰與龔如心初時只屬風水師和客人關係，後來才發展為親密情侶，陳令龔快樂，故給他錢，但不等同龔要把華懋王國交給對方。龔如心生前想將她和陳之間的親密關係保密，如要陳接管華懋，外界會對陳產生興趣，令二人關係曝光。[100]
- 代表華懋的資深大律師張健利在上訴庭陳詞時說，Ian Mill播放證明龔如心及陳振聰關係親密的影帶，早於 1993 年拍攝，日子久遠。龔如心在 2002 年立遺囑，至 2005 年涉嫌偽造遺囑被捕期間約 3 年，兩人並未見面。張健利認為，陳振聰只是龔如心為尋找失蹤丈夫而聘請的風水師，兩人關係建基於金錢。如果龔如心有心培植陳振聰繼承華懋事業王國及巨額遺產，應該在生前進行，因為成功機會較大，亦較易讓人接受，不會單靠陳振聰手持的 2006 年遺囑。[101]

## 在遺產爭奪案中的出位言論
- 「與在華懋物業挖地洞一樣，燒鈔票成為我和Nina兩公婆玩的遊戲。」
- 陳振聰被問到龔如心病重仍掘洞的原因時，竟答說：「（陳龔兩人）見番面，掘下窿」，引起哄堂大笑，連法官也搶白說：「我明，掘窿係紀念佢哋重逢。」
- 「龔如心要我做華懋主席。」
- 「龔如心想為我生仔。」
- 「我愛上一個大自己 23 年嘅人無罪，我唔覺得年紀係一個相愛嘅界限。」
- 「我驚奇佢真係咁做 （將所有遺產留給陳），冇諗過佢愛我愛得咁深。我想保密兩人關係，但龔卻要全世界人知道。」
- 「錢，待一會兒就有。」
- 駱應淦指出龔如心為如心廣場兩幢大樓命名時特別用上自己和王德輝的洋名，以顯示龔對王德輝的心意。但陳振聰説，「Nina Tower」的名字是他改的，但在旁邊，用王德輝英文名為名的「Teddy Tower」，就是他和龔如心商議後才命名。
- 陳振聰說龔如心將 2006年遺囑交給他時，他「不興奮及不激動」，還怪責龔，「咁做帶好多麻煩畀我，我哋關係會曝光。」陳之後卻說當時感到意外、驚奇，「佢真係咁做，畀晒事業我，冇諗過佢愛我愛得咁深。」說時一點激動都沒有。
- 當駱應淦質疑陳振聰保存有關錄音帶和錄影帶是想勒索龔如心，陳振聰面色一沉﹐並提高聲線說﹕「你一直冤枉我﹐最多都是我一個人坐監﹐但你這次是冤枉了我和龔如心的關係﹗」
- 陳振聰被問到為何在影片中，龔如心會稱呼他為「公公」，陳振聰則否認「公公」的稱呼代表自己與龔如心是太監的關係。他説，龔如心曾經使用三個稱呼來叫他，初相識時叫他「老公豬」，之後就叫「老公公」，因為龔如心説稱丈夫王德輝為「老公」，所以就叫他做「老公公」。
- 陳振聰在 2005年12月 收到 6.88 億元，指「咁佢（龔）叫得我老公，佢鍾意我畀我」。陳又說其後想將錢還給龔，因為「覺得自己夠錢用，所以不想再收她的錢。」法官林文瀚質疑，既然陳振聰不想收錢，為何提供銀行戶口資料給龔。
- 陳振聰向正在試身的龔如心猛說讚美話逾四十次，包括「真係好靚嘅」，「好靚、好靚、好靚」、「呢套衫真係好靚啊」、「真係好靚，着呢套衫」、「你幾時都咁靚嘞，心肝寶貝」等。
- 「我真係一句大話都無講！」[102]
- 「我話曾經同佛祖傾過，保證她（龔如心）可以多活二十年，直到九十歲。」惟陳表示該次「是唯一一次向龔如心撒謊」。[86]
- 陳振聰表示無想過要打官司，亦無想過龔如心會不久人世，更加無想過龔如心決定的事會有人和他爭。
- 「王德輝返嚟，你就慘啦！王德輝實同你打架。」
- 「社會人士對我的憎厭唾罵，我明白、諒解。我不敢奢望誰會站在我這一邊。我雖被描繪得粗鄙可恨，但在司法制度下，同樣享有法律權利與保障。」[103]
- 陳振聰在一封公開信中稱近日社會一下子把他「抬舉」為人民公敵，「人民公敵的帽子太大，太高了，我不配」。但又說若背負了這個歷史民族罪名可彰顯司法公義，他會欣然接受。[73]
- 陳振聰在終極敗訴後表示，如果他真的被判囚，便可以肯定「香港司法係唔公平」，顯示香港的司法制度不公義，是有計劃性要將他定罪。陳表示終明白原來「事情唔係我諗得咁簡單」,「有律師都無用，唔使審都知我會被屈去坐監！我坐以待斃。」[104][105][106]
- 龔仁心指終審判決反映「天地有正氣」，陳振聰反指這道理「係人都識」，強調自己在爭產案中光明正大。「我希望我可以睇住佢(龔仁心)善用每一分每一毫」，又指「最好就係佢(龔仁心)自己一蚊都唔好收啦」。[104][106]
- 陳振聰在終極敗訴後表示，他一直怕為龔帶來負面影響，並顧忌到自己有家室，因此不想兩人關係「曝光」,  稱當年是「勉為其難」才收下遺囑。但陳自言待她離世後感到「無辦法唔執行呢張遺囑」，覺得這是龔如心生前「對我的唯一吩咐」，所以「無奈」公開兩人親密關係並展開官司。[106][107]
- 「係我天真，成件事（爭產官司）係一場鬧劇，超低能、勁搞笑，係我戇居居拎幾千萬出來請律師，好滑稽好無聊，家人跟着我真係唔好彩。」[104]
- 陳振聰終極敗訴後接受電臺訪問時，有男聽眾致電電台痛罵陳振聰，認為「世界有你呢個男人係一個遺憾」，指陳應為愛他的女人放棄千億元，更揶揄說正研發「面懵膏」，要請陳做代言人。但陳藉此為自己申冤，指大家對他偏見太深，使審訊對其不公平, 認為道德審判淩駕於公平審訊。[93]
- 陳振聰終極敗訴後接受電臺訪問，一心想為自己「解畫」，詎料聽眾只將他罵得狗血淋頭，痛罵他「花言巧語、不知廉恥」，令他大惑不解，「其實佢哋點解咁憎我？」[108]
- 有聽眾指陳振聰公開親密片段令龔如心淪為笑柄，陳則認為那是「我哋開心快樂嘅片段」，表示「唔覺得肉麻，係真情流露」，亦認為龔不介意公開。[93]
- 有女聽眾批評陳振聰是「感情老千」，誘使龔墮入愛河全為其億元財產。但陳強調與龔「每一分每一秒」均是真感情，坦言「如果有科學嘅方法，我都想驗證下自己個心」，更慨嘆情為何物，「真係唔係咁容易分到界線、分到對錯」。[109]
- 「我相信我係香港唯一嘅政治犯，入到監都會好光榮……因為要律師司長同咁多法官共同寫一個劇本。」「你可以鎖得住我肉體，但鎖唔住我靈魂，到時大把時間寫回憶錄，政治犯不會覺得自己坐緊監，昂山素姬唔會覺得自己坐緊監。」[108]

## 財政狀況
由1993至1997年間，陳振聰從龔如心收到至少7.2億元，有時每隔一星期便會收到1,204萬元。由於金額之多及次數之頻繁，陳振聰要兩胞弟陳振鴻和陳振國協助用網球袋提款，亦有開車到華懋收取現金。其四弟陳振國大學畢業後，專職替陳振聰處理現金及買賣物業投資。2005 至 2006 年間再收到3筆各 6.88 億元。龔如心亦動用 5,000 萬英鎊投資到陳的宏霸數碼。詳情如下：
| 年份             | 全年共收       | 次數                                                    | 總數           |
| ---------------- | -------------- | ------------------------------------------------------- | -------------- |
| 1993年           | $101,438,000   | 16                                                      | -              |
| 1994年           | $360,850,000   | 31                                                      | -              |
| 1995年           | $159,490,000   | 11                                                      | -              |
| 1995年12月後     | $100,000,000   | 陳振聰未能提供此段時期獲贈現金的詳情                    | -              |
| 2005至2006年間   | $2,064,000,000 | 3 筆各 6.88億元(陳指是饋贈，但龔如心首兩次均要貸款支付) | $2,785,778,000 |
| 2005年至2007年間 | -              | 分3次共5,000萬英鎊，投資到陳的宏霸數碼                  | -              |

除了現金之外，陳振聰還擁有以下物業和資產：
- 陳振聰兩年前豪擲15億元，在杜拜向法國空中巴士買下最新型號的豪華版A350，第三期的款項亦要準備繳付，這筆錢至少兩、三億。
- 他在2006年初，以3,000萬美元買下一架Gulfstream G450私人飛機。陳指計劃用以接載患病的龔如心往來新加坡及香港治病，可惜飛機2007年落地時，龔已因病離世，陳於是把飛機自用。
- 陳振聰共擁有兩艘私人豪華遊艇，分別為Ferretti 881及Ferretti Custom Line 112。Ferretti堪稱遊艇中的名牌，而陳擁有的Ferretti 881，全港只有兩艘，堪稱海上皇宮。至於另一遊艇Ferretti Custom Line 112，價格逾億，是遊艇界的「林寶堅尼」。
- 陳擁有最少8部名車，當中最名貴的，首推其富豪戰車Maybach 62，該車由平治車廠全球限量生產，屬品牌中最豪華車種，華人置業董事會主席劉鑾雄及東亞銀行董事局主席李國寶亦各有一部。

## 2010年敗訴後的支出
- 被判支付堂費及對方的八成訴訟費（估計約為1億8,000萬）
- 被稅局入稟法院追收3億4,000萬稅連利息及訟費

## 相關資料
- 據宏霸數碼集團的2006年年報顯示，陳振聰通過以英屬維京群島一間註冊公司持有宏霸的股權。[111]
- 宏霸在2005年10月至2007年3月間，進行過三次配股活動。董事局主席朱偉民稱三次決定配股都是由董事局決定事前無諮詢過主要股東陳振聰。單在第三次配股（即龔如心逝世前四日）龔如心便以 每股131便士承接了由主席朱偉民、副主席周白瑾、及陳振聰妻子譚妙清的妹妹譚妙芬分別售出的 235萬、100萬及 36萬股行原使價為 10便士的認股權。
- 麥至理：何敦、麥至理、鮑富律師行之合伙人，辦公室在香港島都爹利街 [112] ，成立於1975年。

## 資料來源
- 2009年5月香港法庭資料。

1. ↑  法院判陈振聪伪造罪名成立 的存檔，存档日期2013-07-09.，亚太日报，2013年7月5日
2. ↑  .   [2012-08-22]. （原始内容存档于2015-11-17）.
3. ↑  .   [2013-07-04]. （原始内容存档于2015-11-17）.
4. ↑  
. 蘋果日報. 2013-07-06  [2013-07-05]. （原始内容存档于2016-03-04） （中文）.
5. ↑  .   [2022-06-22]. （原始内容存档于2022-06-22）.
6. ↑  . 文匯報. 2007-04-26  [2009-05-19]. （原始内容存档于2018-09-30） （中文）.
7. ↑  . 東方日報 (sina). 2007-04-27 （中文）.[永久]
8. ↑  . 中國評論新聞網. 2007-04-26  [2009-05-19]. （原始内容存档于2018-10-04） （中文）.
9. ↑  .   [2009-05-26]. （原始内容存档于2018-10-05）.
10. ↑  
. 星島日報. 2007-06-12. （原始内容存档于2007-06-13） （中文）.
11. ↑  .   [2013-07-04]. （原始内容存档于2019-06-26）.
12. ↑  . 星島日報. 2007-11-16  [2009-06-28]. （原始内容存档于2007-12-13） （中文）.
13. ↑  .[永久]
14. ↑  .   [2010-02-04]. （原始内容存档于2010-02-07）.
15. ↑  .   [2010-04-17]. （原始内容存档于2016-03-04）.
16. ↑  .   [2010-04-25]. （原始内容存档于2019-06-25）.
17. ↑  . （原始内容存档于2010-09-12）.
18. ↑  . （原始内容存档于2011-02-15）.
19. ↑  .[永久]
20. ↑  . （原始内容存档于2011-03-13）.
21. ↑  .   [2011-03-09]. （原始内容存档于2019-06-08）.
22. ↑  . 大公網. 2011年4月6日.[永久]
23. ↑  .   [2011-05-25]. （原始内容存档于2011-09-18）.
24. ↑  .   [2011-05-27]. （原始内容存档于2019-06-19）.
25. ↑  .[永久]
26. ↑  .   [2011-07-01]. （原始内容存档于2019-06-13）.
27. ↑  .   [2011-07-07]. （原始内容存档于2019-06-12）.
28. ↑  .[永久]
29. ↑  .   [2011-10-28]. （原始内容存档于2014-02-27）.
30. ↑  .   [2011-11-01]. （原始内容存档于2016-03-04）.
31. ↑  .   [2012-01-08]. （原始内容存档于2019-06-11）.
32. ↑  .   [2012-01-08]. （原始内容存档于2019-06-24）.
33. ↑  .   [2012-02-09]. （原始内容存档于2012-09-05）.
34. ↑  . （原始内容存档于2012-02-23）.
35. ↑  .   [2012-02-22]. （原始内容存档于2012-07-05）.
36. ↑  .   [2012-02-29]. （原始内容存档于2018-10-02）.
37. ↑  .   [2012-03-02]. （原始内容存档于2012-07-10）.
38. ↑  .   [2012-03-08]. （原始内容存档于2012-09-03）.
39. ↑  .   [2012-03-26]. （原始内容存档于2012-03-20）.
40. ↑  .   [2012-03-26]. （原始内容存档于2019-06-12）.
41. ↑  .   [2012-03-26]. （原始内容存档于2018-09-30）.
42. ↑  .   [2012-03-26]. （原始内容存档于2012-03-30）.
43. ↑  .   [2012-05-08]. （原始内容存档于2019-06-19）.
44. ↑  .   [2012-05-08]. （原始内容存档于2012-05-11）.
45. ↑  .[永久]
46. ↑  .   [2012-05-28]. （原始内容存档于2012-05-25）.
47. ↑  . （原始内容存档于2012-05-29）.
48. ↑  .[永久]
49. ↑  .   [2012-11-20]. （原始内容存档于2012-11-28）.
50. ↑  . （原始内容存档于2013-03-10）.
51. ↑  . （原始内容存档于2013-03-08）.
52. ↑  . （原始内容存档于2014-07-14）.
53. ↑  .   [2013-03-28]. （原始内容存档于2019-06-17）.
54. ↑  . （原始内容存档于2013-04-28）.
55. ↑  . 東網. 2013-05-25  [2021-07-04]. （原始内容存档于2021-07-09）.
56. ↑  .   [2013-07-04]. （原始内容存档于2014-07-18）.
57. ↑  .   [2013-07-05]. （原始内容存档于2016-03-04）.
58. ↑  .   [2013-07-05]. （原始内容存档于2014-02-27）.
59. ↑  .[永久]
60. ↑  .   [2009-07-13]. （原始内容存档于2018-09-30）.
61. ↑  .[永久]
62. ↑  .[永久]
63. ↑  .   [2009-08-01]. （原始内容存档于2009-06-27）.
64. ↑  .   [2009-07-13]. （原始内容存档于2009-07-28）.
65. ↑  .[永久]
66. ↑  . （原始内容存档于2016-03-04）.
67. ↑  .   [2009-08-01]. （原始内容存档于2019-06-07）.
68. 1 2  .[永久]
69. ↑  .[永久]
70. ↑  . 東方日報. 2009-06-26  [2009-06-28]. （原始内容存档于2020-01-27） （中文）.
71. ↑  . 新報. 2009-06-26  [2009-06-28] （中文）.[永久]
72. ↑  摘自香港東方日報2009年7月11日A2版
73. ↑  . 東方日 報. 2009-06-26  [2009-07-01]. （原始内容存档于2018-10-05） （中文）.
74. ↑  . 東方日報. 2009-06-26  [2009-07-01]. （原始内容存档于2018-10-05） （中文）.
75. ↑  . 文匯報. 2009-06-26  [2009-07-11]. （原始内容存档于2018-09-30） （中文）.
76. ↑  . 明報. 2009-05-21  [2009-06-29]. （原始内容存档于2010-01-04） （中文）.
77. ↑  .   [2009-08-03]. （原始内容存档于2009-10-11）.
78. ↑  .[永久]
79. ↑  .[永久]
80. 1 2 3  .   [2009-08-06]. （原始内容存档于2019-06-09）.
81. 1 2  .[永久]
82. ↑  .   [2009-08-06]. （原始内容存档于2019-06-09）.
83. ↑  .   [2009-07-31]. （原始内容存档于2018-10-01）.
84. ↑  .   [2009-07-10]. （原始内容存档于2009-07-13）.
85. ↑  .   [2009-07-31]. （原始内容存档于2019-06-06）.
86. ↑  .[永久]
87. 1 2 3  .   [2011-11-01]. （原始内容存档于2019-06-13）.
88. ↑  . （原始内容存档于2009-05-18）.
89. ↑  . （原始内容存档于2009-07-06）.
90. 1 2  .   [2009-08-03]. （原始内容存档于2009-05-16）.
91. ↑  .   [2009-08-05]. （原始内容存档于2009-09-24）.
92. ↑  .[永久]
93. 1 2  .   [2009-08-09]. （原始内容存档于2009-12-26）.
94. ↑  .   [2010-04-18]. （原始内容存档于2010-06-25）.
95. ↑  .   [2011-01-24]. （原始内容存档于2016-03-04）.
96. ↑  .[永久]
97. ↑  . （原始内容存档于2011-03-13）.
98. 1 2 3  .   [2011-10-29]. （原始内容存档于2018-10-05）.
99. ↑  .[永久]
100. 1 2 3  .   [2011-10-30]. （原始内容存档于2019-06-10）.
101. ↑  .   [2011-10-30]. （原始内容存档于2018-09-30）.
102. 1 2  . （原始内容存档于2011-11-23）.
103. ↑  .   [2011-11-01]. （原始内容存档于2019-06-26）.
104. ↑  . （原始内容存档于2009-08-13）.
105. ↑  . 明報. 2007-04-25  [2009-06-28]. （原始内容存档于2007-04-26） （中文）.
106. ↑  .   [2009-06-27]. （原始内容存档于2009-05-15）.